# 알곤킨 제족

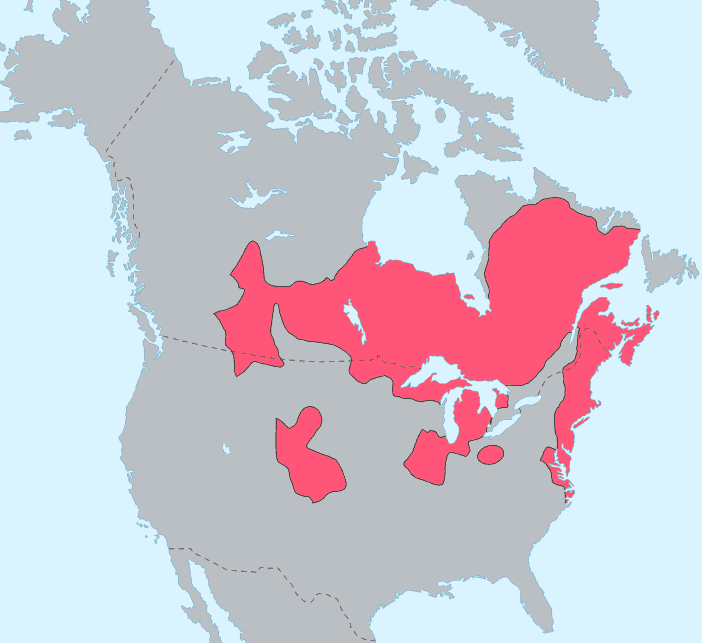
백인 도래 전후의 알곤킨 제족의 분포도.

알곤킨 제족(프랑스어: peuples algonquiens, 영어: Algonquian peoples)은 북미 원주민들 가운데 알그어족 알곤킨어파 언어를 구사하는 민족들을 통칭하는 것이다. 대서양 해안에서부터 세인트로렌스강을 거슬러올라가 오대호 주변, 그리고 그 너머 서쪽까지 분포했다. 어족의 분포만 보면 가장 널리 분포한 원주민 집단 중 하나다.
알곤킨 제족이란 알곤킨어파 언어를 사용하는 부족들의 집합이므로 하나의 단일한 민족이나 부족이 아니다. 그들의 언어는 세세하게는 달랐고 알곤킨 제족 전체를 아우르는 동족의식도 존재하지 않았다. 이는 같은 시공간을 공유했던 이로쿼이 제족도 마찬가지다.
유럽 백인들이 건너오기 전 알곤킨 제족들은 주로 수렵, 어로를 해서 먹고 살았으며, 세자매 농법으로 농사도 지었다. 오지브와는 쌀농사도 지었다.

## 알곤킨 제족으로 분류되는 민족
- 미국 로드아일랜드주의 나라간세트
- 미국 코네티컷주의 모헤간
- 미국 노스캐롤라이나주의 초와노크
- 캐롤라이나 알곤킨
  - 로어노크
    - 크로아탄
- 미국 버지니아주의 포우하탄 연맹
  - 버지니아주의 포우하탄인
  - 버지니아주의 파문키
- 미국 메사추세츠주의 왐파노악인
- 아카디아의 와바나키 연맹
  - 캐나다 퀘벡주의 아베나키
  - 미국 메인주의 페노브스콧
  - 미국 메인주, 캐나다 퀘벡주, 뉴펀들랜드섬의 미크막
  - 미국 메인주, 캐나다 뉴브런즈윅의 파사마쿼디
  - 캐나다 뉴브런스윅 및 퀘벡의 말리세트
- 미국 오하이오강 계곡의 쇼니
- 중앙알곤킨 제족
  - 미국 미시간 및 위스콘신주의 키카푸인
  - 미국 일리노이주의 페오리아인
  - 미국 위스콘신 및 미시간의 메노미니인
  - 오대호, 북부 대평원, 아북극 일대에 널리 퍼진 아니시나베 문화인
    - 니스위미슈코데위난 연맹
      - 미국 미네소타, 노스다코타, 미시간, 캐나다 온타리오의 오지브와
      - 미국 미시간, 캐나다 온타리오의 오다와
      - 미국 미시간, 인디애나, 캐나다 온타리오의 포타와토미

    - 캐나다 온타리오주의 미시소가
    - 캐나다 온타리오의 니피싱
    - 캐나다 온타리오 및 퀘벡의 알곤킨인

  - 캐나다 앨버타, 매니토바, 온타리오, 서스캐처원, 서북준주 및 미국 몬태나의 [[]크리족|크리]]